# Josef Bartík
Josef Bartík (* 30. Juni 1897 in Stachy; † 23. Mai 1968 in Prag) war ein tschechoslowakischer General und Geheimdienstoffizier, sowie bis Januar 1946 Leiter des Obranné zpravodajství (OBZ).

## Leben
Im Ersten Weltkrieg diente er zuerst in den Tschechoslowakischen Legionen als Soldat an der italienischen Front. Nachdem er dort Kriegsgefangener wurde, meldete er sich als Freiwilliger zur italienischen Armee. Als Kommandeur einer Aufklärungseinheit wurde er noch kurz vor Kriegsende 1918 schwer verwundet und kehrte 1919 in seine Heimat zurück. Nach seiner Rekonvaleszenz trat er in die nach 1918 neu gegründete tschechoslowakische Armee als Regimentskommandeur ein. Nach kurzer Zeit wurde er ins Verteidigungsministerium abgeordnet und war dort als Offizier im Zweiten Büro des militärischen Geheimdienstes des Generalstabes beschäftigt. 
In dieser Zeit war Josef Bartík unter anderem getarnt als Korrespondent in Polen und letztlich 1940 in Frankreich tätig. Von dort emigrierte er nach der Besetzung der Tschechoslowakei durch die deutsche Wehrmacht nach London, wo er vorerst für die Exilregierung als Abteilungsleiter Auslandsspionage und später als Leiter des Geheimdienstes tätig war. Hier wurde er auch zum Brigadegeneral befördert.
Nach dem Krieg und der Befreiung der Tschechoslowakei durch die einheimischen Partisanen und die Rote Armee baute Josef Bartík entscheidend den Obranné zpravodajství (OBZ) mit auf und leitete diesen von Juni 1945 bis Januar 1946. In dieser Zeit organisierte und leitete er auch die entscheidenden Vorgänge rund um das Massaker von Aussig, als dessen geistiger Vater er gilt. Durch diesen „Erfolg“ im Kampf gegen die Sudetendeutschen gestärkt, drängte allerdings der ebenfalls maßgeblich beteiligte Stabshauptmann Bedřich Pokorný seinen Vorgesetzten aus dem Amt als Geheimdienstchef.
Nach dem kommunistischen Februarumsturz wurde er am 9. März 1948 verhaftet und wegen angeblicher Verbreitung von Militärgeheimnissen zu fünf Jahren Haft verurteilt.

## Ehrungen
- 1968 wurde Josef Bartík posthum der Tschechische Orden des Weißen Löwen III. Klasse verliehen